# Malte Kiilerich
Malte Kiilerich Hansen (16 ottobre 1995) è un calciatore danese, difensore dell'Hvidovre.

## Carriera

### Club
Ha giocato nella prima divisione danese.

### Nazionale
Ha giocato nella nazionale danese Under-19.

## Palmarès

### Club

#### Competizioni nazionali
- 1. Division: 1

Horsens: 2021-2022